# Аналаска (Аљаска)
Аналаска (енгл. Unalaska) град је у америчкој савезној држави Аљаска.

## Демографија
По попису из 2010. године број становника је 4.376, што је 93 (2,2%) становника више него 2000. године.
| Група             | 2000.         | 2010.         |
| Белци             | 1.780 (41,6%) | 1.473 (33,7%) |
| Афроамериканци    | 157 (3,7%)    | 300 (6,9%)    |
| Азијати           | 1.312 (30,6%) | 1.428 (32,6%) |
| Хиспаноамериканци | 551 (12,9%)   | 666 (15,2%)   |
| Укупно            | 4.283         | 4.376         |

## Знаменитости
- Црква Вазнесења Господњег